# Ульястрес, Альберто
Альберто Ульястрес Кальво (Alberto Ullastres Calvo; Мадрид, 15 января 1914 — Мадрид, 15 ноября 2001) — испанский экономист, министр торговли Испании (1957—1965), посол в Европейском сообществе (1965—1976) при генерале Франко. Он выдвинул так называемый План Стабилизации, который привёл к либерализации национальной экономики Испании и экономическому успеху, названному впоследствии испанским экономическим чудом.

## Биография
Он изучал право и торговлю. Будучи студентом, стал директором Молодежной католической конфессиональной партии действий.
Во время гражданской войны в Испании был мобилизован в армейские ряды в звании прапорщика. За время войны получил следующие награды: Медаль Кампании, Красный Крест за Воинские заслуги, Военный крест.
Глубоко верующий католик, принадлежал к Опус Деи с 1940 года.

### Профессор университета
После гражданской войны в Испании получил докторскую степень в области права в Мадридском университете. Профессор политической экономии и государственных финансов с 1948 года, позднее профессор экономической истории на факультете политических и экономических наук Мадридского университета Комплутенсе.
Он изучал экономические доктрины Саламанкской школы 16 и 17 веков, особенно учение Хуана де Мариана и Мартина де Аспилкуэта.

### Министр торговли
Был министром торговли с 25 февраля 1957 года по 7 июля 1965 года в восьмом и девятом правительстве Франсиско Франко. В 1959 году вместе с Мариано Наварро Рубио он осуществил Стабилизационный план, который был назван наиболее последовательным набором мер национальной экономической политики последних десятилетий. Его результаты, начиная с 1961 года, были очень позитивными. По словам Хуана Сарды, профессора Университета Барселоны, его действия привели к немедленным и впечатляющим эффектам, которые добавили Ульястресу большой авторитет. План подразумевал преодоление экономической изоляции страны и экономический рост на основе либерализации экономики. Благодаря так называемому испанскому чуду, которое было приписано ему и другим испанским технократам, Ульястрес был причислен к «великим экономистам». Он был первым Министром торговли, который установил отношения с Европейским единым рынком. За время его пребывания в должности, Испания присоединилась к Международному валютному фонду, ГАТТ, Всемирному банку и Организации экономического сотрудничества и развития.

### Посол в Европе
В 1965 году он был назначен послом Испании в Европейских сообществах (ЕОУС, ЕЭС и ЕВРАТОМ). В этой должности он оставался до 1976 года. После сложных переговоров он добился преференциального экономического соглашения между испанским государством и ЕЭС 1970 года. Энрике Фуэнтес Кинтана однажды сказал, что благодаря преференциальному соглашению Испания вошла в Европу, а после Акта о присоединении Испании к европейским сообществам 1985 года Европа вошла в Испанию.
С 1977 года он был инициатором и директором курсов по Европейскому Союзу, организованных Государственным секретариатом Европейского Союза Министерства иностранных дел, в рамках Дипломатической школы, в которой многие дипломаты и другие эксперты прошли подготовку по европейским вопросам.

### Частная деятельность
С 1986 года Альберто Ульястрес занимался частной деятельностью, выполняя роль «защитника клиента» банка Бильбао. После слияния Бильбао с банком Бискайя в 1988 году, он продолжал занимать ту же должность в новом образовании до 1995 года.

## Публикации
Он опубликовал «Записи по всеобщей экономической истории» (1945), в рамках своей преподавательской работы, и По коммерческой политике Испании (1963) и принял участие в коллективной книге «Доступ к общему рынку» (1976). Он перевел на испанский язык Расцвет капитализма и другие очерки экономической истории (1948) Эрла Джефферсона Гамильтона.